# Maríka Mitsotákis
Pour l’article homonyme, voir Mitsotákis.
Maríka Mitsotákis, en grec moderne : Μαρίκα Μητσοτάκη, née Giannoukou (1930 - 2012) est l'épouse de l'ancien Premier ministre grec Konstantínos Mitsotákis. Elle est considérée comme une voix politique de premier plan au sein du parti politique Nouvelle Démocratie, du gouvernement de son mari et de la politique grecque.

## Biographie

### Vie personnelle
Maríka Mitsotákis est née dans une famille athénienne éminente le 29 novembre 1930. Elle contracte la poliomyélite dans une piscine à l'âge de dix-sept ans. Elle survit à la maladie, mais vit avec un handicap de marche pour le reste de sa vie. En plus de ses activités politiques, Maríka Mitsotákis devient une militante pour les personnes handicapées en Grèce.
Elle épouse, en 1953, Konstantínos Mitsotákis, membre d'une famille politique (en) de Crète. Le couple a quatre enfants : Dóra, qui a été ministre des Affaires étrangères, de 2006 à 2009 et maire d'Athènes de 2003 à 2006, Alexandra (en), militante de la société civile, Katerina (Ekaterini) et Kyriákos, membre du Parlement grec du parti Nouvelle Démocratie qui, le 8 juillet 2019, est devenu Premier ministre de la Grèce. Konstantínos Mitsotákis a été à la tête du parti politique Nouvelle Démocratie, de 1984 à 1993. 